# Tapio Piipponen
Tapio Piipponen (Sotkamo, 21 de junio de 1957) es un deportista finlandés que compitió en biatlón. Ganó una medalla de bronce en el Campeonato Mundial de Biatlón de 1985, en la prueba individual.
Participó en dos Juegos Olímpicos de Invierno, ocupando el séptimo lugar en Sarajevo 1984, en la prueba de relevos, y en Calgary 1988 el séptimo lugar en velocidad y el octavo lugar en la prueba individual.

## Palmarés internacional
| Campeonato Mundial | Campeonato Mundial | Campeonato Mundial | Campeonato Mundial |
| Año                | Lugar              | Medalla            | Prueba             |
| ------------------ | ------------------ | ------------------ | ------------------ |
| 1985               | Ruhpolding (RFA)   | Medalla de bronce  | Individual         |